# Salvatore (álbum)
Salvatore es el disco debut de Barbazul, editado en 2003.

## Músicos
- Ricardo Dimaría - Bajista, cantante
- Javier Romero - Guitarrista
- Matías Viñolo - Baterista

## Canciones
1. Muller (el rengo)
2. Como el perdón
3. Pan árabe
4. Mr. Ruff
5. Otra vez Aquiles
6. Cuenta en Berna
7. Kursk
8. ¿Quién ríe acá?
9. Nueva chance
10. Radio París
11. Turka